# Brainiac: Šílená věda
Brainiac: Šílená věda nebo jen zkráceně Brainiac (v anglickém originále Brainiac: Science Abuse) je britský komediálně naučný televizní seriál. Hlavním zaměřením pořadu je věda a pokusy, často se zde nicméně objevují pokusy vědu podat vtipným způsobem. Každý díl pořadu se skládá z několika částí, které pojednávají o vědě nebo experimentování s konkrétními předměty. Pořad se natáčel v letech 2003–2008.

## Opakované pokusy
- Vaření v mikrovlnce – pokus o vaření v mikrovlnné troubě, který díky jedné nebo více nesprávných přísad končí výbuchem.
- Co NASA nikdy nezkoušela – experimenty s využitím raket v běžném životě.
- Hvězdy v karavanu – Několik osobností je zavřeno v karavanu a moderátor vždy vybere jednu, jejíž karavan bude odpálen. Té se zeptá na vědeckou otázku, a když odpoví dobře, může se vrátit do karavanu pro drahocennou věc, kterou tam nechala. Jinak bude karavan odpálen hned.